# Гай Веттенний Север
Гай Веттенний Север (лат. Gaius Vettennius Severus) — римский политический деятель первой половины II века.
О происхождении Севера нет никаких сведений. В 107 году он занимал должность консула-суффекта вместе с Гаем Миницием Фунданом. Предположительно, он мог быть получателем нескольких писем писателя Плиния Младшего. О дальнейшей биографии Севера ничего не известно.